# Chibchea mayna
Chibchea mayna is een spinnensoort uit de familie trilspinnen (Pholcidae). De soort komt voor in Peru en Ecuador.